# TikTok Awards Night
La ceremonia de TikTok Awards Night se celebró por primera vez en Mauricio el 23 de diciembre de 2019 por Radio Plus (Mauricio), en el Caudan Arts Center de Port Louis, homenajeando a diferentes tiktokers en diferentes categorías y animándolos por su esfuerzo de brindar entretenimiento a través de sus videos en la aplicación social TikTok.

## Ganadores de TikTok Awards Night 2019
| Categories                   | Winner's Name                     | TikTok Username           | Winner's TikTok Video             |
| ---------------------------- | --------------------------------- | ------------------------- | --------------------------------- |
| Best Politician TikTok Award | Kushal Awatarsing                 | @kushalawatarsingofficial | I order you out - Shakeel Mohamed |
| Best Local TikTok Award      | Shehzad and Shehzannah Ellaheebux | @shehz_emperror           |                                   |
| Best Bollywood TikTok Award  | Nitish Seedam                     | @nitishseedam             |                                   |
| Best Creative TikTok Award   | Mayur Rughoo                      | @mayurrughoo1793          | Memories Never Die                |
| Best Dancing TikTok Award    | Maieza Jerome                     | N/A                       |                                   |
| Best Fx TikTok Award         | Yash Soochit                      | @yash.s_official          |                                   |
| Best Kid TikTok Award        | Shehzaadi Jawdy                   | N/A                       |                                   |
| Best Duet TikTok Award       | Julien Antonio et Gwendolyn Rene  | N/A                       |                                   |
| Heart Touching Award         | Shanaya Balloo                    | N/A                       |                                   |
| Public Choice Award          | Ismil Bhaukaurally                | @ismil_ixx                |                                   |